# Красимир Иванджийски
Красимир Иванджийски (Krassimir Ivandjiiski), роден на 15 юни 1947 г. Български публицист, журналист, издател, политик. Гостуващ професор по геополитика, геоикономика и международни отношения, доктор по икономика, магистър по външна търговия.

## Биография
През 1966 г. завършва Първа английска гимназия в София. През 1971 г. заминава за Полша, където завършва Висшата школа за планиране във Варшава. Магистър по външна търговия и международни отношения.
От 1973 г. работи в Министерството на външната търговия в София (СИВ), 1974 г.е журналист във вестник „Народна армия“, от 1975 г. е външнополитически и икономически коментатор на вестник „Работническо дело“. От 1978 г. е завеждащ офиса на вестника за Централна Европа – Прага, Виена, Варшава, а от 1985 г. е завеждащ офиса за Африка – Етиопия и Зимбабве.
Преди 1990 г. е бил специален пратеник във войните в Ангола, Мозамбик, Етиопия, Сомалия, Афганистан, Уганда, Судан, Намибия, Южен Йемен, ЮАР.
От 1994 г. е издател и главен редактор на вестник „Строго секретно“.

## Журналистическа дейност и публикации
Красимир Иванджийски е автор на над 25 000 статии и анализи в България и други страни по света, на книги, сценарии и други разработки.
Красимир Иванджийски се е срещал и интервюирал: Улоф Палме /1970/, Едвард Гиерек /1970/, Войчех Ярузелски /1970/, Пьотр Ярошевич /1970/, архиепископ Карол Войтила /1970/, Ота Шик /1970/, Вили Брандт /1972/, Франсоа Митеран /1972/, Джон Кенет Гълбрайт /1972/, Тодор Живков /1975 – 1996/, Али Насър Мохамед /1976/, Енрико Берлингуер /1976/, Ришард Капушчински /1976/, Менгисту Хайле Мариам /1977, 1986, 1989/, Сиад Баре /1977/, Бруно Крайски /1978/, Бабрак Кармал /1978 – 1984/, Алвару Кунял /1980/, Густав Хусак /1980/, Вацлав Хавел /1980/, Алексей Косигин /1984/, Николае Чаушеску /1984/, Индира Ганди /1984/, Муамар Кадафи /1986/, Джо Слово /1986, 1988/, Самора Машел /1986/, Джон Гаранг /1986/, Али Салем Ал-Бейд /1986/, Сам Нуйома /1987/, Уини Мандела /1988/, Рулоф /Пик/ Бота /1988/, Жозе Едуарду Душ Сантуш /1988/, Граса Машел /1988/, Оливър Тамбо /1988/, Табо Мбеки /1989/, Крис Хани /1989/ и др.